# Dickie Dee
Dickie Dee — канадский бренд мороженого, принадлежащий компании Good Humor-Breyers.

## История
Бренд Dickie Dee начал свою деятельность в Виннипеге, Манитоба, в начале 1950-х годов. Изначально бренд принадлежал компании Syd Glow, а в 1959 году компания Syd Glow продала бренд Dickie Dee компании The Barish Family.
Dickie Dee является крупнейшей компанией по продаже мороженого в Северной Америке. На пике развития у Dickie Dee было около 1500 операторов по всей Канаде и на севере США. Продаваемое мороженое хранилось в стеклопластиковом отсеке на модифицированном трицикле. Бренд Dickie Dee также имел парк скутеров и фургонов мороженщика, которые работали в холмистых районах, где нельзя было обслуживать клиентов с помощью велосипедов.
Велосипеды оснащались колокольчиками, по которым оператор звонил, чтобы предупредить детей об их присутствии.
В конце 1980-х и начале 1990-х годов бренд Dickie Dee продвигал мороженое Richard D’s The Ultimate Ice Cream Bar и другие продукты на топливозаправочных станциях и в розничных точках в морозильных камерах под названием «Bubble Cabinets». Эксимо Richard D’s, представленное в 1987 году, являлось первым эскимо для гурманов, упакованным в отдельную коробку в Канаде. Морозильные камеры Bubble Cabinets представляют собой ларь с прозрачной пластиковой куполообразной крышкой, через которую можно увидеть различные продукты.
Бренд Dickie Dee поддерживал сеть дистрибьюторов для работы своего оборудования. Дистрибьюторы арендовали оборудование и закупали продукцию у назначенных поставщиков. Небольшие дистрибьюторские компании представляли собой операции «под ключ», которыми можно было управлять из семейного гаража, в то время как более крупные центры имели склады и верфи.
В 1992 году бренд Dickie Dee был продан подразделению Good Humor-Breyers компании Unilever. До 2002 года подразделение Good Humor-Breyers поддерживало бренд и программу Dickie Dee из офиса в Оквилле, Онтарио. В настоящее время большая часть оставшегося оборудования находится в частной собственности бывших дистрибьюторов, которые до сих пор продают мороженое как независимые операторы под различными названиями.